# Feuerwehrturm (Vörie)

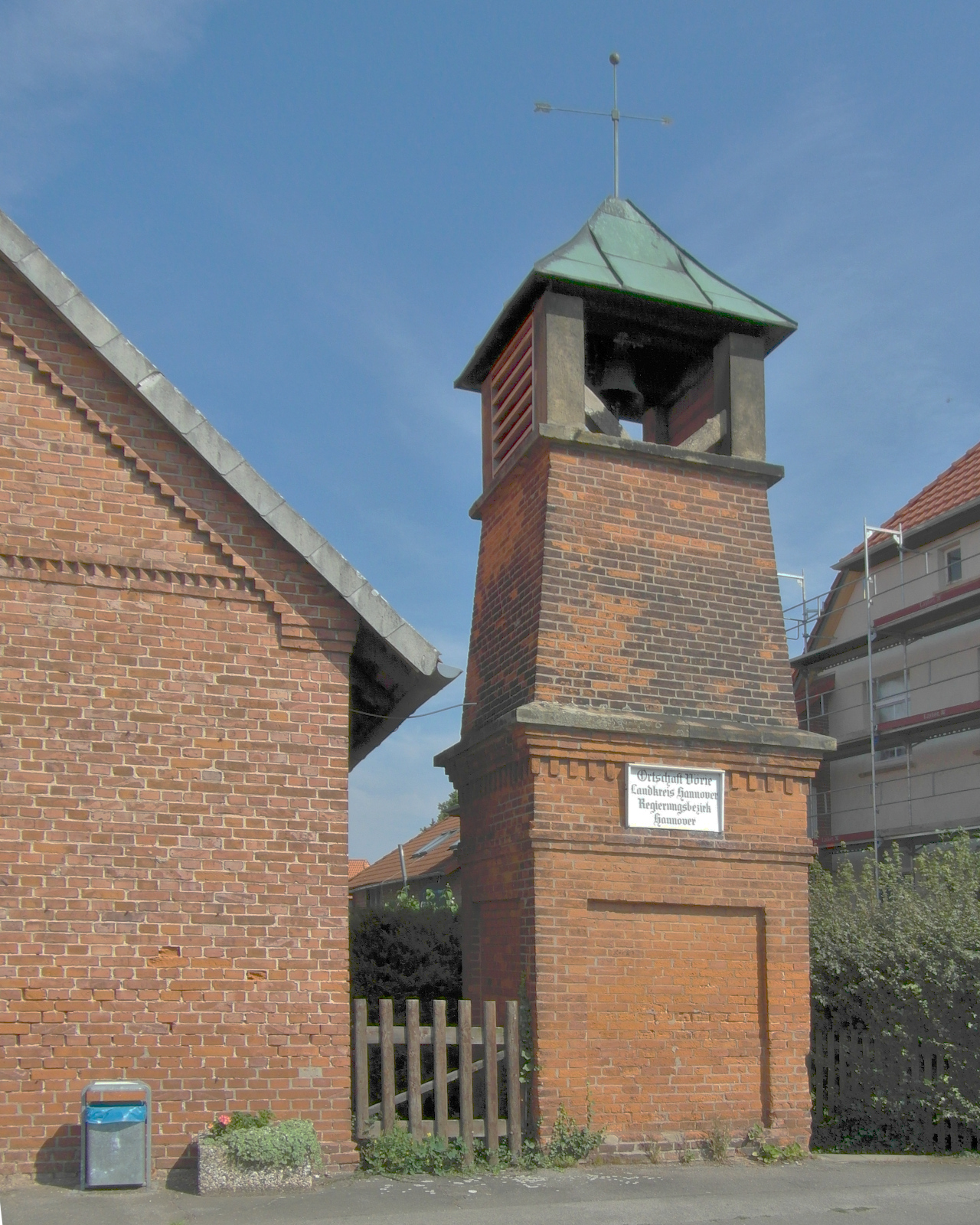
Der Feuerwehrturm im Sommer 2014

Der sogenannte Feuerwehrturm ist ein denkmalgeschützter Glockenturm in Vörie, einem Stadtteil von Ronnenberg in der Region Hannover in Niedersachsen.

## Geschichte

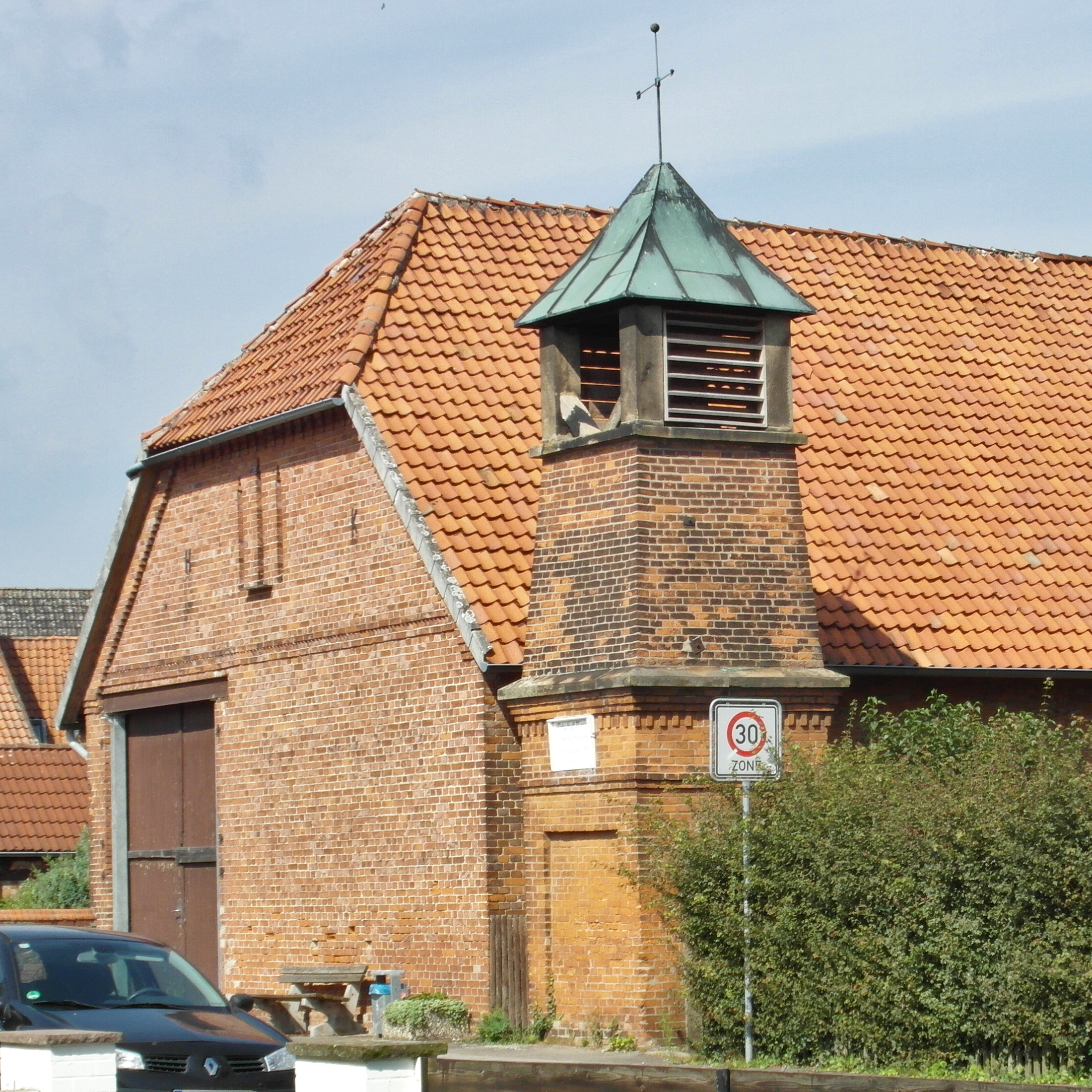
Bis 2014 die Ansicht von der Kreisstraße: Eine Scheune stand dicht hinter dem Feuerwehrturm

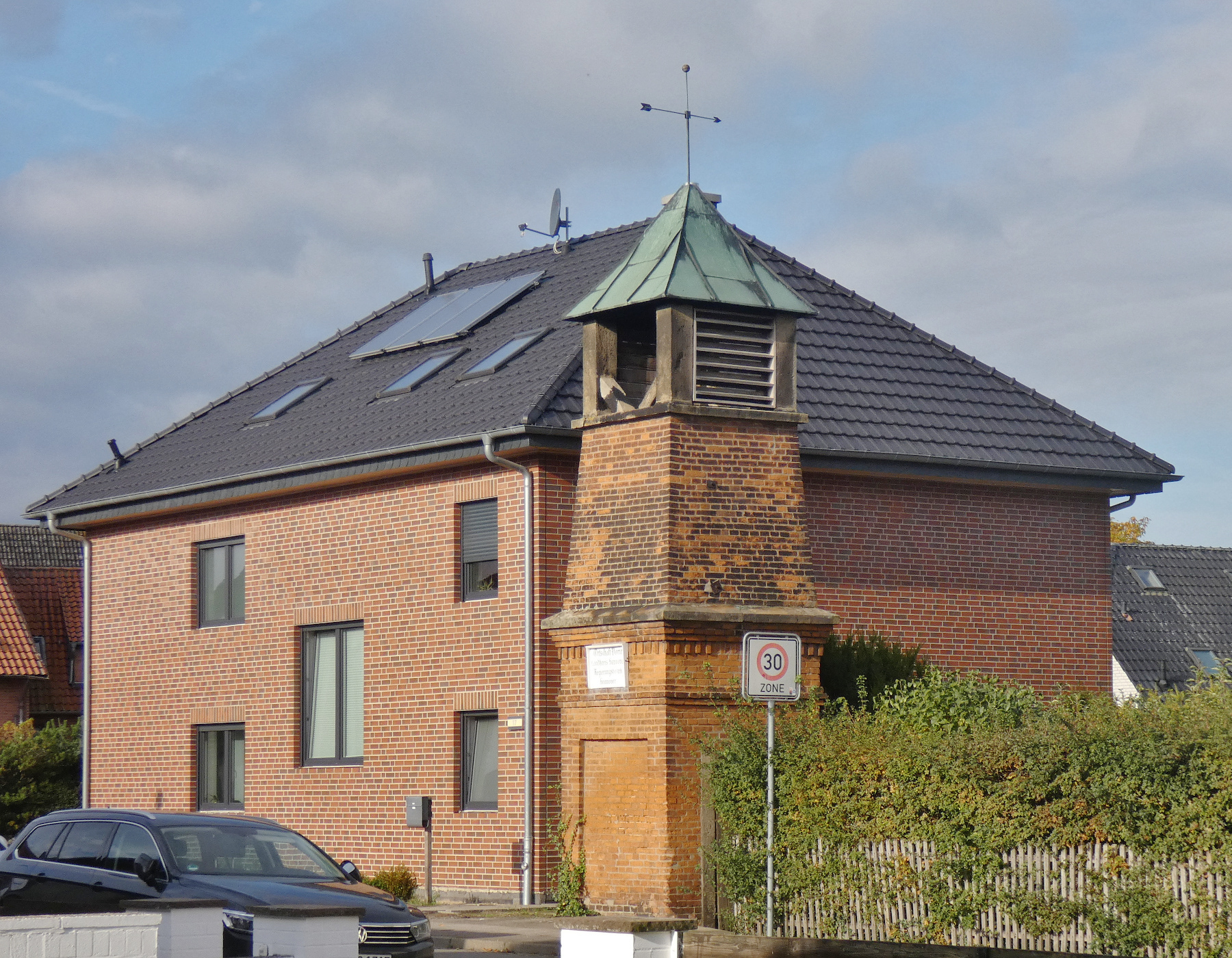
Der Feuerwehrturm und das neue Gebäude, 2019

Bereits zur Zeit der Einführung der Reformation im Fürstentum Calenberg um das Jahr 1543 wird eine zur Michaeliskirche in Ronnenberg gehörende Kapelle in Vordy erwähnt.
Im Dreißigjährigen Krieg wurde neben vielen Hofstellen des Dorfes auch die Kapelle zerstört.
Im Jahr 1699 ordnete das Konsistorium in Hannover den Wiederaufbau der Kapelle im damaligen Amt Koldingen an. Die in Vörie vorhandene alte Glocke wurde im Jahr 1704 durch eine größere neue ersetzt, die von dem Glockengießer Hans Meyer gegossen wurde. Sie hat einen Durchmesser von etwa 50 Zentimeter und den Schlagton h``.
Nach anderer Darstellung wurde die Kapelle nicht wieder aufgebaut.
Auf dem Grundstück, auf dem die Kapelle gestanden haben soll errichteten die Bewohner von Vörie erst im Jahr 1863 einen einfachen zweistöckigen Glockenturm.
Der Turm steht auf einer winzigen Parzelle an der Dorfstraße, in recht zentraler Lage an der alten Wegeverbindung von Ihme-Roloven nach Holtensen unweit der Kreuzung mit der Kreisstraße von Weetzen nach Linderte.
Das schlanke Gebäude aus Ziegelmauerwerk hat zwei Stockwerke und eine vierseitig offene Laterne. Die darin angebrachte Glocke ist an den Wetterseiten durch Holzlamellen geschützt.
An der Turmspitze ist kreuzartig ein Pfeil als Windrichtungsanzeiger angebracht.
An der Ostseite gibt es im Erdgeschoss eine einfache Tür. An der Straßenfront des Turms ist eine Tafel mit Inschrift angebracht:

„Ortschaft Vörie
Landkreis Hannover
Regierungsbezirk
Hannover“

Die im Turm angebrachte Glocke wurde in früheren Jahren mehrmals am Tag jeweils zu den Mahlzeiten geläutet. Sie diente auch zur Alarmierung, falls ein Feuer ausbrechen sollte.
In den 1990er Jahren wurde die Glocke von Handbetrieb auf den Antrieb durch einen Elektromotor umgebaut. Der dafür benötigte Strom kam von einem nur etwa einen Meter entfernten Nachbargehöft, das jedoch Ende 2014 abgerissen wurde und nach einer Übergangszeit vom Vörier Dorfgemeinschaftshaus.
Die Glocke soll traditionell am Abend läuten. Außerdem wird nach einem Todesfall in Vörie die Glocke am folgenden Morgen geläutet.
Vörie hat auch eine Friedhofskapelle auf dem 1894 angelegten Friedhof außerhalb der Ortslage an der Straße in Richtung Linderte.